# Johannes van Bronckhorst

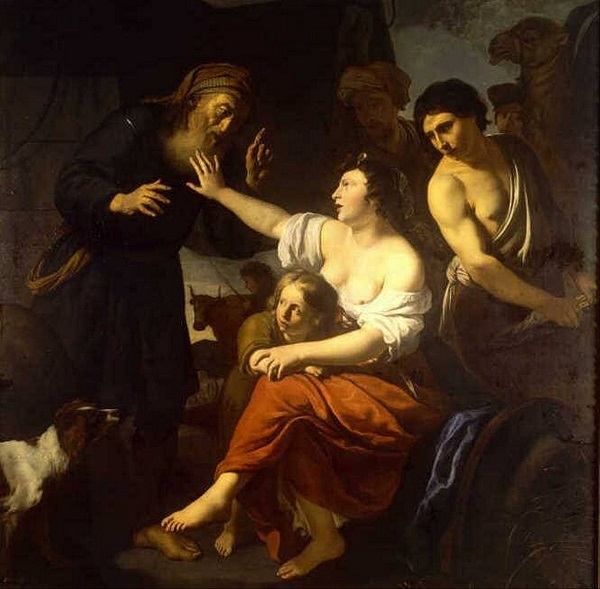
Labano alla ricerca del suo terafim (1655)

Johannes Janszoon van Bronckhorst o Bronchorst (Utrecht, 21 agosto 1627 – Amsterdam, 16 ottobre 1656) è stato un pittore e decoratore d'interni olandese del secolo d'oro.

## Biografia
Figlio di Jan Gerritsz van Bronckhorst e fratello maggiore di Gerrit van Bronckhorst, fu istruito nell'arte della pittura dal padre, assieme al fratello.
Nel 1648 partì assieme al fratello minore alla volta di Roma, dove rimase fino al 1654, quando ritornò con Gerrit in patria. Durante il suo soggiorno romano si affiliò alla Schildersbent. Dal 1648 al 1650-1651 visse con l'amico poeta Reyer Anslo.
Nel 1654 si stabilì ad Amsterdam, dove rimase fino alla morte.
Dipinse principalmente soggetti storici, di genere e si dedicò alla pittura di figure. Eseguì anche ritratti, come quello dell'amico poeta Reyer Anslo. Appartenne alla corrente dei Caravaggisti di Utrecht, di cui fu un tardo rappresentante, come evidenziato dagli effetti chiaroscurali presenti nei suoi dipinti, in particolare il San Bartolomeo (1652). L'influenza del padre si nota maggiormente in altre opere, quali Betsabea con la lettera di Davide, dove Bronckhorst utilizza un punto di vista dal basso, ma il colorito più scuro e le proporzioni allungate ed eleganti delle figure sono caratteri distintivi dell'artista.

## Opere
- Donna che suona la chitarra su un balcone, olio su tela, 126,8 x 105,4 cm, attribuito[4]
- Ritratto di Reyer Anslo, 1648-1654[2]
- San Bartolomeo, olio su tela, 137 x 94 cm, 1652, Liechtenstein Museum, Vienna[5]
- Betsabea con la lettera di Davide, Palazzo Barberini, Roma